# (485) Genua
(485) Genua – planetoida z pasa głównego asteroid okrążająca Słońce w ciągu 4 lat i 206 dni w średniej odległości 2,75 j.a. Została odkryta 7 maja 1902 roku w Landessternwarte Heidelberg-Königstuhl, w Heidelbergu przez Luigi Carnerę. Nazwa planetoidy pochodzi od łacińskiej nazwy włoskiego miasta Genua. Przed jej nadaniem planetoida nosiła oznaczenie tymczasowe (485) 1902 HZ.